# Bo Lamar
Dwight „Bo” Lamar (ur. 7 kwietnia 1951 w Columbus) – amerykański koszykarz występujący na pozycji rozgrywającego.

## Osiągnięcia
Na podstawie, o ile nie zaznaczono inaczej.

### NCAA
- Uczestnik rozgrywek Sweet 16 turnieju NCAA (1972, 1973)
- Mistrz sezonu regularnego konferencji Southland (1972, 1973)
- Zawodnik roku konferencji Southland (1972)[2]
- Zaliczony do I składu All-American (1972, 1973)
- Lider strzelców NCAA (1972)

### ABA
- Zaliczony do I składu debiutantów ABA (1974)[3]

### Inne
- Zaliczony do:
  - galerii sław sportu:
    - UL Athletics Hall of Fame[4]
    - Louisiana Sports Hall of Fame (1984)[5]

  - grona TOP 100 najlepszych zawodników w historii NCAA (2011)[6]
  - OHSAA’s Circle of Champions (2018 przez Ohio State High School Athletic Association)[7]